# 王秉清
王秉清（1957年—），河北省康保人，汉族，中华人民共和国政治人物、第十二届全国人民代表大会贵州地区代表。
毕业于中央党校政治经济学专业。加入中国共产党。2012年2月当选遵义市长 。2013年，担任全国人大代表。2015年2月，调任贵州省交通运输厅党委书记。
2025年2月，贵州省人大财政经济委员会原主任委员（正厅级）王秉清涉嫌严重违纪违法，接受贵州省纪委监委纪律审查和监察调查